# Référendum lituanien de 1994
 (août 2025).
Le référendum lituanien de 1994 est un référendum ayant eu lieu le 27 août 1994 en Lituanie. Il vise à annuler les privatisations opaques, ainsi que compenser les pertes liées à l'inflation. Il a eu une participation de 36,9 %[réf. nécessaire]. La référendum a été approuvée à 89 %, mais faute d'un quorum suffisant le vote est nul.